# Felicja Sieracka
Siostra Felicja Sieracka (ur. 23 grudnia 1915 w Poznaniu, zm. 6 lutego 2008 w Gnieźnie) – polska szarytka.
Założyła i prowadziła pierwszą w Gnieźnie jadłodajnię dla bezdomnych. W 1999 roku otrzymała tytuł Gnieźnianina Roku. W 2010 roku otrzymała tytuł Wielkopolanki Stulecia.
W 1938 roku wstąpiła do Zgromadzenia Sióstr Miłosierdzia św. Wincentego à Paulo. Po formacji zakonnej rozpoczęła pracę w Szpitalu Dziecięcym przy ul. Lecha w Gnieźnie, gdzie posługiwała przez całą wojnę. W 1962 władze komunistyczne nakazały zwolnienie szarytek pracujących w szpitalu. W 1989 otworzyła stołówkę dla osób ubogich i bezdomnych, w której pracowała do ostatnich dni swego życia. Zmarła mając 93 lata.
Całe życie poświęciła chorym, ubogim i bezdomnym, określana była jako "gnieźnieńska Matka Teresa", którą przypominała zarówno z postury, jak i zachowania.
Siostra Felicja Sieracka uważana jest za świętą przez Reformowany Kościół Katolicki w Polsce. W poznańskiej kaplicy tego Kościoła znajdują się relikwie świętej oraz jej ikona.